# Номекс

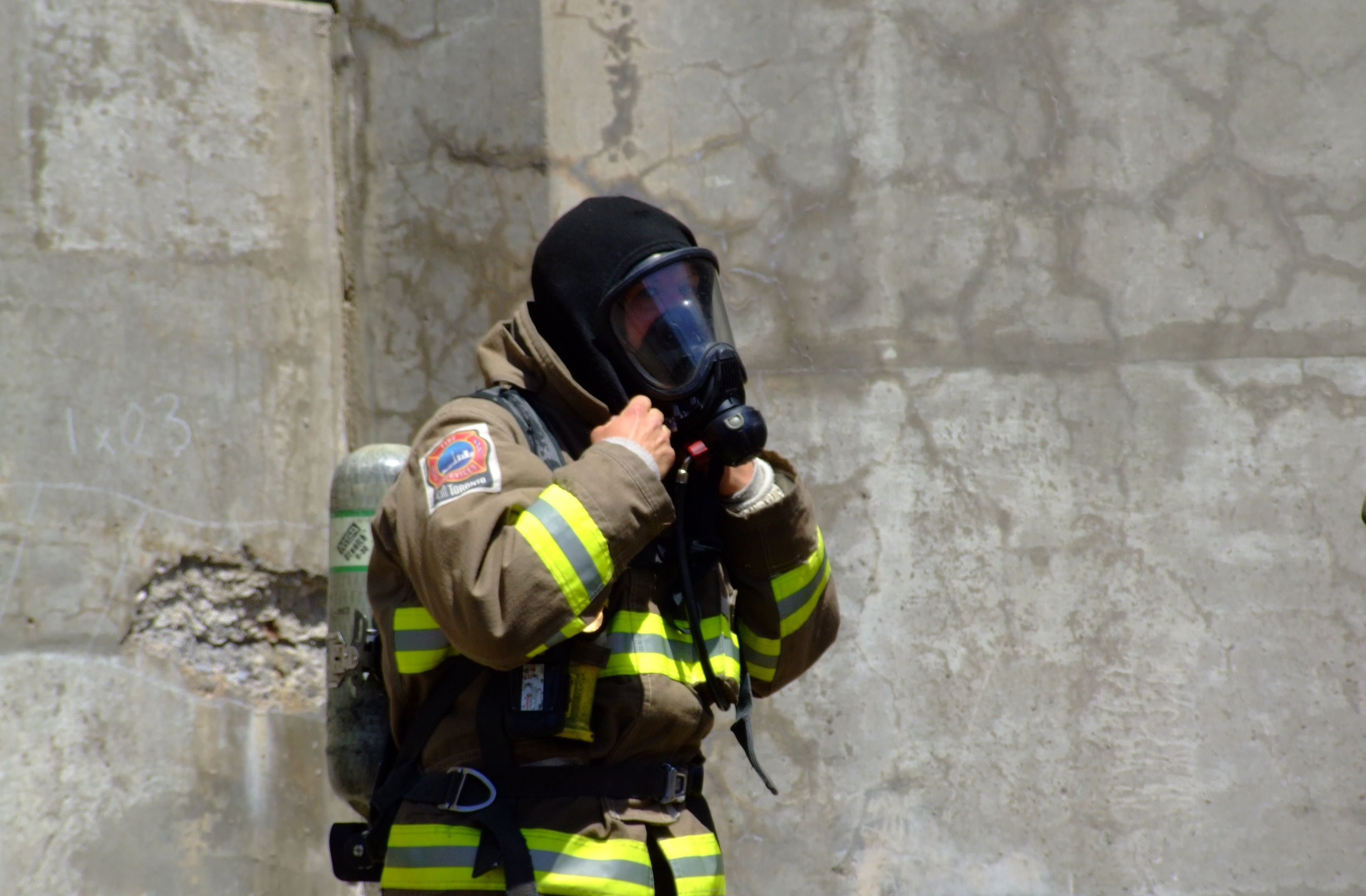
Пожежник у Торонто, Канада, прикріплює капюшон з номексу у 2007 році.

Номекс (англ. Nomex) — зареєстрована торговельна марка вогнетривкого мета-арамідного матеріалу, розробленого в 1960-х американською фірмою DuPont. Вперше з'явився на ринку у 1967 році. Зараз використовується при виготовленні елементів одягу пожежників, військових, гонщиків, у космічних технологіях, акустиці тощо. Кевлар — пара-арамід, також розроблений фірмою Дюпон.

## Властивості

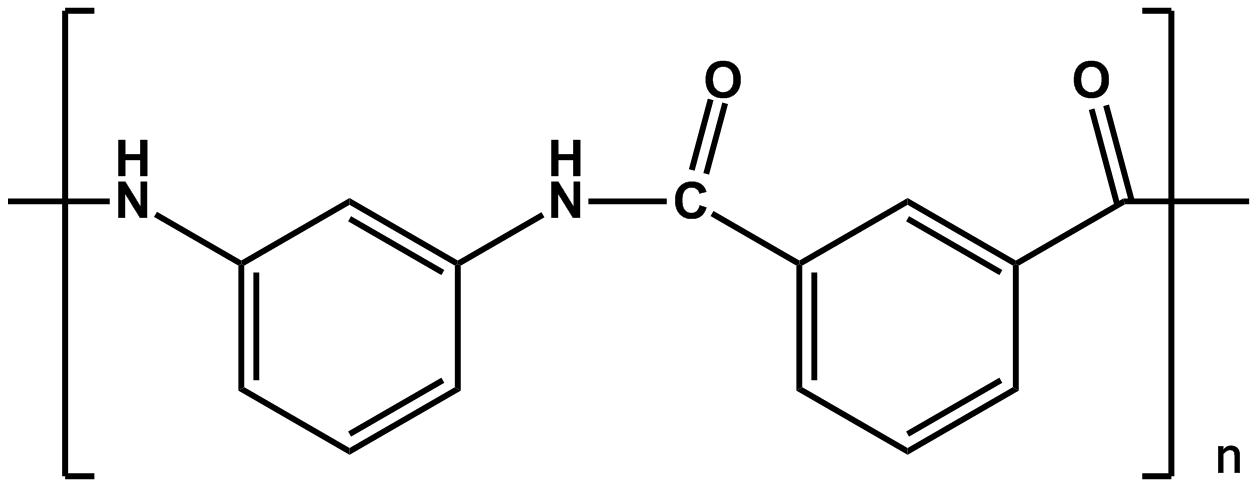
Структурна формула Номекса

Номекс та інші арамідні полімери, є, як і нейлон, поліамідами, синтезуються з ароматичних мономерів і тому вони більше жорсткі та довговічні. Номекс це перший приклад метаваріанту арамідів (кевлар — це пара-арамід). На відміну від кевлару, нитки номексу не можуть вирівнюватися під час полімеризації і мають меншу міцність: його межа міцності на розрив становить 340 МПа. Проте як для полімерного матеріалу, він має чудову термічну, хімічну та радіаційну стійкість і здатен витримувати температуру до 370 °C.

## Виробництво
Полімер виробляють шляхом поліконденсації з м-фенілендіаміну та хлорангідриду ізофталевої кислоти. Для отримання волокна розчин полімеру пропускається через фільєри в сушильну камеру, в якій розчинник випаровується.
Номекс продається як у вигляді волокон, так і листів, та застосовується усюди, де необхідна стійкість до тепла та полум'я. Листи номексу — це насправді каландрований папір. Номексовий папір тип 410 — це оригінальний та найбільш популярний тип, який використовують переважно для електроізоляції. Волокна номексу виготовляють у США та Іспанії (Астурія).
Вілфред Свіні (Wilfred Sweeny, 1926—2011), науковець із DuPont, який керував дослідженням, результатом якого стало відкриття номексу, у 2002 році отримав від DuPont медаль Лавуазьє (англ. Lavoisier Medal), частково й за цю роботу.

## Використання
Папір застосовується для електроізоляції, у виготовленні спорядження пожежників, елементів одягу автогонщиків, військових пілотів, танкістів, для виготовлення космічних скафандрів (разом з кевларом та гортексом) тощо.
Завдяки своїм акустичним характеристикам, номекс, як і кевлар, застосовується у виготовленні акустичних колонок.